# Филиппов, Василий Викторович
Василий Викторович Филиппов (род. 18 января 1981 года, Москва, СССР) — российский гандболист; гандбольный тренер и функционер. Мастер спорта России международного класса.

## Биография
В 2004 году закончил Российский государственный университет физической культуры, спорта, молодёжи и туризма.
Василий Филиппов начал играть в гандбол в «Кунцево». Затем выступал за клубы «ЦСКА-Спортакадем» (1998—2001), «Чеховские медведи» (2001—2013), клуб «Аль-Райан» (Катар) (2013—2014).
За сборную России сыграл более 100 игр. Участник пекинской Олимпиады-2008, на которой российская команда была шестой.

## Достижения
- Первые Всемирные юношеские игры 1998 (Москва) — золото
- Молодежный чемпионат мира 2001 (Швейцария) — золото[1]
- Чемпион России («ЦСКА-Спортакадем», Чеховские медведи) — 2000, 2001, 2002, 2003, 2004, 2005, 2006, 2007, 2008, 2009, 2010, 2011, 2012, 2013
- Обладатель Кубка России — 2009, 2010, 2011, 2012, 2013
- Обладатель Кубка Кубков Европы — 2006
- Чемпион Универсиады — 2004 (MVP турнира)
- Участник финала четырёх Лиги чемпионов (Чеховские медведи) — 2010[2]
- Участник Олимпийских игр 2008 года в Пекине[3]
- Участник чемпионатов Европы — 2006, 2008, 2010, 2012
- Участник чемпионатов мира — 2003, 2007, 2009
- Финалист Лиги чемпионов Азии — 2013 (серебряный призёр).
- Обладатель Кубка Катара — 2014
- Чемпион России (высшая лига) — 2001

## Личная жизнь
Женат на бывшей гандболистке Анне Филипповой (Курепте). Воспитывает 4 детей.